# Pascaline

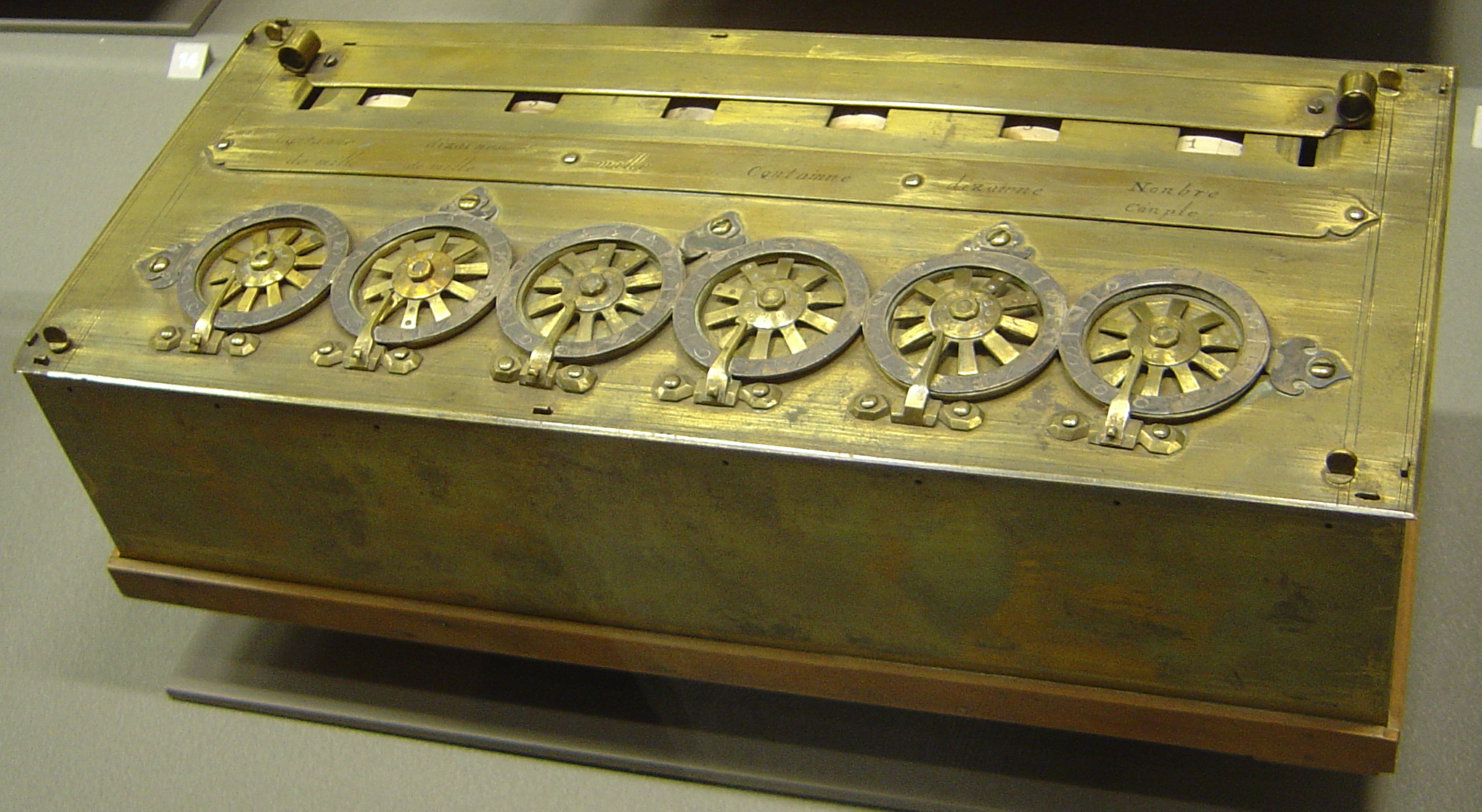
Eine Pascaline aus dem Jahr 1652

Die Pascaline ist eine mechanische Rechenmaschine, die 1642 von Blaise Pascal erfunden wurde. Sie galt lange Zeit als erste mechanische Rechenmaschine überhaupt, bis im 20. Jahrhundert Unterlagen gefunden wurden, welche die Konstruktion einer Rechenmaschine durch Wilhelm Schickard in den 1620er Jahren nachwiesen.
Zuerst nannte man Pascals Erfindung im Französischen machine d’arithmétique, dann roue pascaline („pascalsches Rad“) und schließlich pascaline.
Pascal begann mit der Arbeit an seiner Rechenmaschine, als er 19 Jahre alt war, und konstruierte sie als Arbeitserleichterung für seinen Vater, der Steuerbeamter war. Sie wurde u. a. aus Messing, Elfenbein und Holz gefertigt. Im Laufe seines Lebens verfeinerte Pascal den Mechanismus immer wieder und fertigte so ca. 50 Versionen der Pascaline an.
Die Pascaline hatte Metallwählscheiben, an denen die gewünschten Nummern eingestellt werden konnten. Die Ergebnisse erschienen in Kästchen über den Wählscheiben. Der Prototyp hatte nur einige wenige Wählscheiben, spätere Versionen hatten eine größere Anzahl und konnten mit Zahlen bis zu 9.999.999 rechnen. Direkte Subtraktion war mit der Pascaline nicht möglich; es musste die Komplementärmethode verwendet werden (siehe auch Zweierkomplement für das Analogon im Binärsystem).
Eine Pascaline aus der Zeit um 1650 steht im Mathematisch-Physikalischen Salon der Staatlichen Kunstsammlungen im Dresdner Zwinger. Ein weiteres Exemplar befindet sich als Leihgabe von IBM im Arithmeum in Bonn.